# Cornebarrieu
Cornebarrieu este o comună în departamentul Haute-Garonne din sudul Franței. În 2009 avea o populație de 5.658 de locuitori.

## Evoluția populației
| An        | 1975  | 1982  | 1990  | 1999  | 2006  | 2009  |
| --------- | ----- | ----- | ----- | ----- | ----- | ----- |
| Populație | 2.524 | 2.803 | 3.794 | 4.694 | 5.450 | 5.658 |